# Neil Paterson
Neil Paterson, all'anagrafe James Edmund Neil Paterson, noto anche con lo pseudonimo di John Kovack (Greenock, 31 dicembre 1916 – Crieff, 19 aprile 1995), è stato uno scrittore, sceneggiatore e giornalista britannico.

## Biografia
Calciatore di livello amatoriale, negli anni trenta diviene anche il capitano del Dundee Utd, prima di iniziare a scrivere.
Si laureò presso l'Università di Edimburgo. Nel 1960 vinse l'Oscar alla migliore sceneggiatura non originale per il film La strada dei quartieri alti (Room at the top) di Jack Clayton.

## Riconoscimenti
- Premio Oscar
  - 1960 – Miglior sceneggiatura non originale per La strada dei quartieri alti